# Roberta Termali
Roberta Termali (Milano, 10 giugno 1964) è una conduttrice televisiva italiana attiva prevalentemente negli anni ottanta alla guida di rotocalchi sportivi.

## Biografia
Ha esordito in televisione con una rubrica di ippica curata per Rete 4. Sempre per questa emittente ha poi condotto Caccia al 13, rubrica di pronostici al totocalcio. Passata poi a Italia 1, ha condotto Cabaret per una notte, con Giorgio Faletti (stagione 1987-1988) e A tutto campo, mentre per Canale 5 si è occupata della trasmissione Studio 5.
La sua carriera è poi proseguita nel circuito Odeon TV per il quale ha presentato con Fabio Fazio e Walter Zenga il programma Forza Italia (1987). Nel 1991 ha presentato 90° Donna su Telelombardia e, dopo aver condotto con José Altafini - su Telemontecarlo - Qui si gioca (altro rotocalco televisivo di tipo sportivo), ha affiancato nel 1995 su TELE+ Aldo Biscardi nella conduzione de Il processo di Biscardi; è stata inoltre valletta anche a L'appello del martedì, trasmissione sportiva presentata da Maurizio Mosca.
Dall'inizio degli anni 2000 si è dedicata prevalentemente a trasmissioni di televendita su vari circuiti privati. Nel 2009 è tornata in televisione presentando la serata finale de Il Festival delle Arti di Andrea Mingardi, trasmessa su Odeon TV.
Nel 2003 si è candidata nelle elezioni amministrative a Osimo in appoggio a liste civiche.

## Vita privata
Già sposata con il portiere di calcio Walter Zenga (da cui ha avuto due figli, Nicolò e Andrea), dopo il divorzio si è unita in seconde nozze con l'imprenditore di Osimo Andrea Accorroni, da cui ha avuto altri due figli, Fabio e Francesco. Si è poi separata anche da Accorroni.

## Programmi televisivi
- Caccia al 13
- Cabaret per una notte
- A tutto campo
- Studio 5
- Forza Italia
- A casa mia dal 2021web tv Instagram